# Noms de personnes en arabe
 (mai 2015).
Si vous disposez d'ouvrages ou d'articles de référence ou si vous connaissez des sites web de qualité traitant du thème abordé ici, merci de compléter l'article en donnant les références utiles à sa vérifiabilité et en les liant à la section « Notes et références ».

Animation montrant le tuğra du sultan ottoman Mahmoud II en turc : Mahmoud Han ben Abdelhamid Mouzaffir Dayma — محمود حان بن عبد الحميد مظفر دايما, ces mots signifient littéralement « Mahmoud - Khan - fils de - Abdülhamid Ier - victorieux - à jamais. »

Les noms de personnes en arabe sont composés de plusieurs parties, dont l'ordre n'est pas systématiquement conservé et dont certaines peuvent être omises.

## Noms arabes classiques
Les noms arabes classiques se décomposent en cinq parties, énumérées traditionnellement dans l’ordre :
1. le surnom ou kunya (كنية) : abu, « père de » ou umm, « mère de », suivi du (pré)nom arabe de l'enfant aîné (en principe le fils, mais on trouve aussi de nombreux cas de nom de fille[1]), ou pseudonyme souvent omis dans les états civils officiels ; il correspond au nom d’usage.
2. Le nom ou ism (اسم) : indispensable, correspond au prénom actuel. Il peut s'agir d'un adjectif, d'un nom concret ou abstrait ou encore d'un verbe[1].
3. La filiation patrilinéaire ou nasab (نسب) : ben, « fils de », suivi du (pré)nom arabe du père ; la filiation peut être répétée aux aïeux mais se limite souvent au seul père.
4. L'origine ou nisba (نسبة) : gentilé, souvent omis, souvent aussi la source des noms de famille.
5. Le nom honorifique ou laqab (لقب) : correspond au surnom, devenu souvent dans l’époque moderne un nom de famille français, pas toujours présent mais généralement recommandé pour qualifier le (pré)nom.

### Kunya (كنية)
Le kunya, traduit par « surnom », est une façon de définir une personne par le nom de son fils ou sa fille aînée ou une appellation qui les qualifieraient et les distingueraient. On place alors abū, littéralement « père de », et umm, « mère de », devant le prénom du parent. 
- Abû Ahmed (أبو أحمد) : père d’Ahmed.
- Abû ʿAmmâr (أبو عَمَّار) : père du maçon, pseudonyme de Yasser Arafat car son premier métier était architecte (père des maçons).
- Abû Taymûr (ابو تيمور) : surnom de Walid Joumblatt.
- Umm Kulthûm (أُمّ كُلثُوم) : celle aux bonnes joues.

### Ism (اسم)
Le « nom » est l’équivalent du prénom et se divise en deux catégories : les noms simples et les noms composés.
- simples : Ahmed ; Ibrâhîm ; Mohammed ; Yusef ; ʿAlî ; ʿOmar.
- composés : ʿAbd Allah (Abdallah) ; ʿAbd al-Karim.

### Nasab (نسب)
La filiation, sous la forme « fils de… » ou « fille de… ». Dans ces filiations on utilise la forme ibn (اِبن [ibn], « fils » ou « descendant [de] ») en arabe classique, devenue ben (بن [bin]) en arabe dialectal. Cette filiation peut remonter jusqu'à Adam d'après les traditionalistes.
- ben Abî Ibrâhîm Ishâq ben Yûsuf ben ʿAbd al-Mû'min (بن أبي إبراهيم اسحاق بن يوسف بن عبد المؤمن) : fils d’Abû Ibrâhîm Ishâq, (petit-)fils de Yûsuf, (arrière petit-)fils d’ʿAbd al-Mû'min.

Au féminin, on utilise bint (بنت, fille [de]) à la place de ben.
- - Faḥda bint ʿĀṣṣī ben Kalīb ben Chouraym ach-chammarīy, en arabe الأميرة فهدة بنت العاصي بن كليب بن شريم الشمّري : Fahda fille de Assi fils de Kalib fils de Chouraym

Dans certains cas le nom peut comporter une filiation sous forme de nom+ suffixe i :
- Idrissi ;
- Bouzidi ;
- Alaoui.

À noter qu'on cite toujours le père et non la mère, pour les fils comme pour les filles – à l'exception d'ʿĪsā ibn Maryam (عيسى بن مريم, « Jésus fils de Marie »).

### Nisba (نسبة)
L'origine : en général le nom de la tribu, de la ville ou de la province d’origine, sous forme de gentilé (-î).
- al-Andalusî (الأَنْدَلُسيّ) : l'Andalou.
- al-Misrî (المِصْريّ) : l'Égyptien.
- el-Fassi (الفاسي) : de Fès.
- al-Boukharî (البخاري) : le natif de Boukhara (par exemple l'érudit Mouhammad al-Boukhârî).
- at-Tabarî (الطبري) : le natif du Tabaristan (par exemple l'historien Tabari).
- ach-chammarīy (الشمّري) : le chammarien, de la tribu des Chammar.
- al-Filali (الفيلالي) : originaire de la région de Tafilalet au sud-est du Maroc.
- al-Mawsilî (الموصلي) : de Mossoul.
- al-Nabati (النبطي) : le Nabatéen.
- al-Baghdadi (البغدادي) : de Bagdad.
- al-Qayrawāni (القيرواني) : de Kairouan.
- al-Alami (العلمي) : de Jbel el Alam (de).
- al-Meknassi (المكناسي) : de Meknès.
- at-Tamimi (التميمي) : de la tribu de Banu Tamim.

### Laqab (لقب)
Le nom honorifique : en général c'est un adjectif ou une expression plutôt flatteurs. Attribué durant la vie d’une personne pour ses actions, il vient compléter le nom proprement dit. Un vers devenu célèbre affirme : « Il est rare de voir un homme dont le caractère ne se révèle pas – pour peu que tu y réfléchisses – dans son laqab ! » Celui-ci permet aussi de distinguer, au moyen de l'âge, du statut ou encore de l'apparence physique, des personnes portant le même nom.
- al-Mansûr (المنصور) : le vainqueur ;
- al-Kâtib (الكاتب) : l'écrivain.

## Autres formes
Les usages courants diffèrent sensiblement de la forme classique ci-dessus. Dans beaucoup de pays, sous l'influence de l'administration coloniale, le nom officiel a adopté un nom de famille à l'occidentale (choisi par les intéressés), même si la forme traditionnelle reste utilisée.
D'autres formes sont aussi utilisées :
- le nom de la famille, utilisant le nom Âl (famille [de]…), suivi du prénom ou du titre du patriarche :
  - Âl Saoud (آل سعود) comme dans Khaled ben Fayçal ben Abdelaziz Âl Saoud (خالد بن فيصل بن عبد العزيز آل سعود) : Khaled, fils de Fayçal fils de Abdelaziz, de la famille de Saoud, un moyen commode d'éviter d'avoir à décliner la filiation complète jusqu'à son arrière-arrière-arrière-arrière-arrière-arrière-grand-père Saoud, ce qui donnerait « Khaled ben Fayçal ben Abdelaziz ben Abderrahman ben Fayçal ben Turki ben Abdallah ben Mohammed ben Saoud ».
  - Âl al-Cheikh[3], ou  Âhl ach-Cheikh, est la famille ach-Cheikh, littéralement « famille du cheikh », qui en Arabie saoudite désigne les descendants du cheikh Ibn Abdelwahhab.
  - On prendra garde à distinguer le nom Âhl (آل, translittéré ’āal, et signifiant « famille [de] »), qui reste détaché du mot qui le suit et se transcrit sans tiret, et l'article défini al- (ال, translittéré ’al- ou l-) qui s'attache en arabe avec le nom qui le suit (ce que marque l'emploi du trait d'union dans la transcription), dont la voyelle est brève et la prononciation très variable.
- Une variante du précédent, ibn suivi d'un prénom comme dans Ibn Saoud ( ابن سعود ou ’ibnou Saʿoûd, « descendant de Saoud »), qui désigne les descendants du patriarche ; « Ibn Saoud » se réfère le plus souvent de nos jours à Abdelaziz ben Abderrahmane Al Saoud, fondateur de l'Arabie saoudite moderne et célèbre en Occident depuis la Première Guerre mondiale, mais aussi à son arrière-arrière-grand-père Mohammed ben Saoud, fondateur du premier État saoudien avec son allié Mohammed ben Abdelwahhab, lui-même dit « Ibn Abdelwahhab ».
- Pour la filiation (Nasab), une variante formée avec l'article défini al- (ال) à la place de ben (بن), avec un sens voisin :
  - Saoud al-Fayçal سعود الفيصل, « le Saoud de Fayçal », équivalent de Saoud ben Fayçal سعود بن فيصل, « Saoud, fils de Fayçal », comme dans Saoud al-Fayçal ben Abdelaziz Al Saoud[4].
- En Mauritanie, la particule ould (fils de) remplace ben comme marque de filiation à l'oral, et à l'écrit depuis la colonisation, bien que ben (ou ibn) subsiste dans certains documents officiels en arabe[5],[6].
- En Afrique du Nord, les membres des familles d'origine chérifienne ou les saints font précéder leur prénom par un titre, le plus souvent Sidi ou Moulay pour les hommes, et Lalla pour les femmes.
- al-hajj peut être ajouté au nom d'une personne ayant accompli le hajj.